# Asiru Qucha
Asiru Qucha (quechua), också Acero Cocha, Acero Khocha, Acero Q'ocha) är en sjö i Bolivia.   Den ligger i departementet Cochabamba, i den centrala delen av landet, 170 kilometer norr om huvudstaden Sucre. Asiru Qucha ligger 4 099 meter över havet.